# Inspektorat Płock Armii Krajowej
Inspektorat Płock AK - struktura terenowa Podokręgu Północnego Armii Krajowej.

## Struktura organizacyjna
Organizacja w 1944:
- Obwód Płock Miasto AK
- Obwód Płock Powiat AK
- Obwód Sierpc AK

## Inspektorzy
- Kazimierz Załęski ps. „Jaworski”, „Jon”